# Spaniophlebia trailiae
Spaniophlebia trailiae is een haft uit de familie Oligoneuriidae. De wetenschappelijke naam van de soort is voor het eerst geldig gepubliceerd in 1881 door Eaton.
De soort komt voor in het Neotropisch gebied.